# Gymnastique artistique aux Jeux olympiques d'été de 2008 - Finale femmes à la poutre
Navigation
Athènes 2004 Londres 2012
La finale du concours de la poutre en gymnastique artistique des Jeux olympiques d'été de 2008 est organisée à Pékin (Chine).

## Résultats
| Rang                                | Gymnaste          | Pays       | Note juges A | Note juges B | Pénalité | Total  |
| ----------------------------------- | ----------------- | ---------- | ------------ | ------------ | -------- | ------ |
| Médaille d'or, Jeux olympiques      | Shawn Johnson     | États-Unis | 7.000        | 9.225        |          | 16.225 |
| Médaille d'argent, Jeux olympiques  | Nastia Liukin     | États-Unis | 6.600        | 9.425        |          | 16.025 |
| Médaille de bronze, Jeux olympiques | Cheng Fei         | Chine      | 6.800        | 9.150        |          | 15.950 |
| 4                                   | Anna Pavlova      | Russie     | 6.800        | 9.100        |          | 15.900 |
| 5                                   | Gabriela Dragoi   | Roumanie   | 6.500        | 9.125        |          | 15.625 |
| 6                                   | Li Shanshan       | Chine      | 7.000        | 8.300        |          | 15.300 |
| 7                                   | Ksenia Afanasyeva | Russie     | 5.800        | 9.025        |          | 14.825 |
| 8                                   | Koko Tsurumi      | Japon      | 6.300        | 8.150        |          | 14.450 |